# Кочемазов, Виктор Николаевич
Ви́ктор Никола́евич Кочема́зов (род. 7 апреля 1966, дер. Красильниково, Галичский район, Костромская область) — российский военачальник, командир Новороссийской военно-морской базы Черноморского флота (с 2019), контр-адмирал (13.12.2010).

## Биография
В ВМФ с августа 1983 года.
Курсант штурманского факультета Каспийское высшее военно-морское училище имени С. М. Кирова (9.1983 — 7.1988). С отличием окончил училище и был назначен командиром ЭНГ БЧ-1 246-го экипажа большой ПЛ, с апреля 1990 года — командир ЭНГ БЧ-1 615-го экипажа.
С августа 1991 года — «К-253» 24-й дивизии подводных лодок 3-й флотилии подводных лодок Северного флота.
В январе 1992 года был назначен помощником командира 615-го экипажа большой ПЛ, в феврале 1995 г. — помощник командира 608-го экипажа на Ракетный подводный крейсер стратегического назначения 24-й дивизии подводных лодок 3-й флотилии ПЛ СФ.
С августа 1996 года — старший помощник капитана 266-го экипажа крейсерской атомной подводной лодки проекта 971. С июня 1997 года служил на К-328 «Леопард», с июня 1998 года — на К-480 «Ак Барс».
Окончил Высшие специальные офицерские классы ВМФ (10.1998—7.1999), до июня 2000 года командовал 266-м экипажем крейсерской АПЛ СФ. Досрочно присвоено звание капитана 1 ранга (15.12.2000).
С сентября 2001 по июнь 2003 года — слушатель Военно-морской академии имени Адмирала Флота Советского Союза Н. Г. Кузнецова.
В июне 2003 года был назначен командиром АПЛ К-328 «Леопард».
В 2005—2008 годах — начальник штаба 24-й дивизии подводных лодок Северного флота. В 2009—2010 годы — командир 24-й дивизии подводных лодок 12-й эскадры подводных лодок Северного флота. Неоднократно выходил в море на боевые службы на кораблях дивизии в качестве старшего на борту.
С 9 июля 2010 года — начальник штаба — первый заместитель командующего подводными силами Северного флота.
С апреля 2012 по 2013 годы — начальник штаба — первый заместитель командующего подводными силами Тихоокеанского флота.
7 июня 2013 года получил назначение на должность начальника Управления боевой подготовки Военно-Морского Флота.
24 июля 2019 года вступил в должность командира Новороссийской ВМБ. В Новороссийске контр-адмирал Олег Шастов, получивший новое назначение, передал Боевое знамя командующему Черноморским флотом вице-адмиралу Игорю Осипову, который вручил его назначенному командиром Новороссийской военно-морской базы контр-адмиралу Виктору Кочемазову.

## Награды
- Орден Мужества (6.02.2008)[7]
- Орден «За военные заслуги» (16.10.1999)[8]
- Орден «За морские заслуги»
- Медаль ордена «За заслуги перед Отечеством» II степени
- Медали Российской Федерации
- Почётный полярник